# Säuredichte
Die Säuredichte gibt das spezifische Gewicht einer Säure an (siehe Dichte). Sie ist nicht zu verwechseln mit der Säurestärke.

## Beschreibung
Die Säuredichte wird beispielsweise gemessen mit einem Aräometer (auch als Säureheber bezeichnet), die Maßeinheit ist g/cm³.
Der Begriff Säuredichte wird speziell im Zusammenhang mit Bleiakkumulatoren häufig gebraucht – siehe auch Starterbatterie. Die Säuredichte ist dort ein Maß für den Ladezustand: Je höher die Säuredichte, desto voller der Akku.